# 부여구아리백제유적
부여구아리백제유적(扶餘舊衙里百濟遺蹟)은 대한민국 충청남도 부여군 부여읍 구아리에 있는 백제시대의 유적이다. 1993년 7월 20일 충청남도의 기념물 제88호로 지정되었다.